# 京都高速鉄道
京都高速鉄道株式会社（きょうとこうそくてつどう）は、1988年4月8日に設立された、京都市や京阪電気鉄道（現・京阪ホールディングス）などが出資していた第三セクター方式の鉄道会社。2008年度末に解散した。
本社所在地は、京都市山科区安朱中小路町15番地の4であった。
京都市営地下鉄東西線の三条京阪－御陵間を建設した。完成後同区間の路線および施設のすべてを所有し、京都市交通局にそれらを貸し出していた第3種鉄道事業者であった。
設立の目的や事業内容など、詳細については京都市営地下鉄東西線の歴史の項を参照のこと。

## 解散直前の状況
京都市営地下鉄は、1日あたり約4300万円の赤字とも言われ、累積赤字額は約2900億円に上った（2007年度）。京都市交通局は京都高速鉄道に建設費返済の財源として、年間55億円の線路使用料を支払っていたが当初の借入金が高金利で、人件費など会社の経費もかさむことから、地下鉄の経営悪化の要因となっていた。
そのため、京都市交通局は2008年5月12日に、2008年度中に京都高速鉄道を解散し2009年度より、東西線全線を市直営で運営する方針を決定した
。